# Innocent-Vincze Ernő
Innocent-Vincze Ernő, születési és 1911-ig használt nevén Winkelhoffer Ernő (Budapest, 1903. január 12. – Budapest, 1978. június 1.) magyar drámaíró, librettista, dalszövegíró, dramaturg. Vincze Ottó zeneszerző (1906–1984) testvére.

## Életpályája
Szülei: Winkelhoffer Antal mérnök és Rödiger Kamilla voltak. Egyetemi tanulmányai után színházi és zenekritikákat publikált a Budapesti Hírlapban és az Újságban. 1924-ben irányította Hasenclever Antigonéjának kísérleti szabadtéri előadását a Margit-szigeten. 1931-ig különböző kabarék számára – Apolló, Papagáj, Clarus, Komikusok Kabaréja stb. – írt, főként Hetényi-Heidelberg Albert zenéjére dalszövegeket. Az 1930-as években mutatták be drámáit az Új Színházban, a Kamaraszínházban és a Vígszínházban. 1940-ben az ő fordításában játszotta a Nemzeti Színház William Shakespeare: Minden jó, ha jó a vége című darabját. 1941-ben a Magyar Állami Operaház számára fordította le Rossini Tell Vilmosának szövegét. 1949–1964 között a Budapesti Operettszínház zenedramaturgja volt. 1964-ben a Szegedi Szabadtéri Játékokon mutatták be Vidróczki című daljátékát Farkas Ferenc zenéjével.

## Színházi munkái
A Színházi Adattárban regisztrált bemutatóinak száma: szerzőként: 41; műfordítóként: 37; dalszövegíróként: 50;
| - Zsákutca (1931) - Vadmadár (1940) - Bécsi diákok (1950, 1960, 1974) - Farkas a havason (Havasi szerelem) (1951-1952, 1963) - Vándordiák (Garabonciás) (1953, 1961, 1964, 1970, 1973, 1991) - Tavaszi keringő (Kállai Istvánnal, 1957-1958, 1962-1963) - Az egérfogó (1960) - Űrmacska (1961) - Hölgyválasz (1961-1962) - A Tündérlaki lányok (Szirmai Albert zenéjével, 1964) - Vidróczki (1964, 1978, 1981) | - Moreto y Cabana: Donna Diana (1939-1940, 1959, 1991) - William Shakespeare: Minden jó, ha a vége jó (1940, 1942) - Gregor: Daphne (1940) - Emlyn Williams: Hattyúdal (1941) - Hermann Bahr: Koncert (1941-1942, 1944) - Adujev: Dohányon vett kapitány (1950, 1952, 1957, 1961, 1973) - Crémieux-Halévy: Fortunio dala (1950, 1955) - Brammer-Grünwald: Montmartre-i ibolya (1954, 1973) - Hoffmann: Hoffmann meséi (1955, 1957, 1962-1963, 1967-1968, 1974, 1980, 1983, 2007-2008) - Bodansky-Wilner: Cigányszerelem (1961) - Offenbach: 66-os szám (1965) - Stein-Jenbach: Csárdáskirálynő (1988) |

### Dalszövegíróként
- An-Schell: Timosa (1933)
- Gellért-Szánthó: A nagy riport (1933)
- Székely Endre: Aranycsillag (1950-1952)
- Gvadányi József: Peleskei nótárius (1951)
- Lehár Ferenc: Vándordiák/Garabonciás (1953)
- Vincze Ottó: Boci-boci tarka (1953-1954)
- Kálmán Imre: Csárdáskirálynő (1954, 1957-1959, 1964, 1977, 1988-1989, 1993, 2005)
- Huszka Jenő: Bob herceg (1955-1956, 1958, 1960, 1969, 2007)
- Csiky Gergely: Kaviár (1955)
- Farkas Ferenc: Vők iskolája (1958-1960)
- Ránki György: Hölgyválasz (1961)
- Heltai Jenő: Tündérlaki lányok (1964, 1998, 2002)
- Strauss: Bécsi diákok (1974)